# Chisato Yokoo
Chisato Yokoo (22 de maio de 1992) é um jogadora de rugby sevens japonesa.

## Carreira
Chisato Yokoo integrou o elenco da Seleção Japonesa de Rugbi de Sevens Feminino, na Rio 2016, que foi 10º colocada.